# الزراهنة (كدانة)
الزراهنة هي إحدى مشيخات المملكة المغربية، تتبع جغرافيا لإقليم سطات وإداريًا لكدانة. يقدر عدد سكانها بـ 3551 نسمة حسب الإحصاء الرسمي للسكان والسكنى لسنة 2004.